# Eiga Mahō tsukai Pretty Cure! - Kiseki no henshin! Cure Mofurun!
Eiga Mahō tsukai Pretty Cure! - Kiseki no henshin! Cure Mofurun! (映画 魔法つかいプリキュア！ 奇跡の変身！キュアモフルン！?, Eiga Mahō tsukai Purikyua! Kiseki no henshin! Kyua Mofurun!, Eiga Mahō tsukai Precure! Kiseki no henshin! Cure Mofurun!, lett. "Witchy Pretty Cure! - Il film: Una trasformazione miracolosa! Cure Mofurun!") è un film del 2016 diretto da Yūta Tanaka.
È il ventunesimo film d'animazione tratto dal franchise Pretty Cure di Izumi Tōdō e l'unico relativo alla tredicesima serie Witchy Pretty Cure!.

## Trama
Mirai, Liko, Kotoha e Mofurun partecipano al grande festival della magia che si tiene una volta ogni cento anni per celebrare il ritorno della Pietra del Desiderio, che può esaudire un unico e solo desiderio.

## Personaggi esclusivi del film
Kumata (クマタ?, Kumata) / Dark Matter (ダークマター?, Dāku Matā) / Shadow Matter (シャドウマター?, Shadou Matā)
Orsa (子グマ?, Koguma)
Flare Dragon (フレアドラゴン?, Furea Doragon) / Kage Dragon (カゲドラゴン?, Kage Doragon)

## Oggetti magici
Miracle Mofurun Light (ミラクルモフルンライト?, Mirakuru Mofurun Raito)
È una piccola torcia con l'estremità di cristallo a forma di Mofurun che proietta un fascio di luce. Trasforma il coraggio in un nuovo potere per le Pretty Cure.
In Giappone, quando è uscito il film, le Miracle Mofurun Light sono state realmente distribuite al pubblico nelle sale, difatti nella sequenza introduttiva del lungometraggio si vedono le protagoniste e Mofurun spiegare come utilizzarla per incitare le Pretty Cure durante la visione.
Pietra del Desiderio (願いの石?, Negai no Ishi)
È una pietra leggendaria del Mondo Magico che ogni cento anni esaudisce un solo desiderio, a patto che venga espresso con sentimenti puri.

## Trasformazioni e attacchi
- Trasformazione: è la frase con cui si presenta Mofurun dopo essersi trasformata in Cure Mofurun.

- Trasformazione (Heartful Style (ハートフル・スタイル?, Hātofuru Sutairu)): è la trasformazione delle Pretty Cure in Heartful Style.
- Heartful Rainbow (ハートフル・レインボー?, Hātofuru Reinbō): è l'attacco delle Pretty Cure in Heartful Style.

## Colonna sonora
| Nº | Titolo CD | Numero tracce | Data uscita     |
| -- | --- | ------------- | --------------- |
| 1  | Kirameku chikai (キラメク誓い?) | 4             | 12 ottobre 2016 |
| 2  | Eiga Mahō tsukai Precure! - Kiseki no henshin! Cure Mofurun! - Original Soundtrack (映画 魔法つかいプリキュア！ 奇跡の変身！キュアモフルン！ オリジナル・サウンドトラック?) | 29            | 26 ottobre 2016 |
| 3  | Precure eiga shudaika Collection 3 (プリキュア映画主題歌コレクション３?) | 26            | 31 ottobre 2018 |

### Sigle
La sigla originale di apertura è composta da Aiko Okumura con il testo di Yukinojō Mori, mentre quella di chiusura da Ken'ichi Maeyamada con il testo di Natsumi Tadano.
Sigla di apertura
- Dokkin♢ Mahō tsukai Precure! Part 2 (Ｄｏｋｋｉｎ♢魔法つかいプリキュア！ Ｐａｒｔ２?), cantata da Rie Kitagawa

Sigla di chiusura
- Mahō Âla・Dōmo! (魔法アラ・ドーモ！?), cantata da Cure Miracle (Rie Takahashi), Cure Magical (Yui Horie) e Cure Felice (Saori Hayami)

## Cortometraggio
Cure Miracle to Mofurun no mahō lesson! (キュアミラクルとモフルンの魔法レッスン！?, Kyua Mirakuru to Mofurun no mahō ressun!, lett. "La lezione di magia di Cure Miracle e Mofurun!") è un corto realizzato in CGI, della durata di cinque minuti circa con protagonisti Cure Miracle e Mofurun, proiettato prima dell'inizio del film.
Il corto vede Mirai e Mofurun seguire una lezione magica usando le Miracle Light, che presto sfuggono di mano quando iniziano a lanciarsi magie l'una sull'altra.

### Personaggi esclusivi del corto
Ape (ハチ?, Hachi)

## Distribuzione
Il film è stato proiettato per la prima volta nelle sale cinematografiche giapponesi il 29 ottobre 2016. Il DVD e il Blu-ray sono usciti il 1º marzo 2017.

## Accoglienza
Nel primo fine settimana di proiezione, il film ha incassato la cifra di 162.260.200 yen, piazzandosi al quarto posto del box office: ha così superato di circa il 10% il film dell'anno precedente, Eiga Go! Princess Pretty Cure - Go! Go!! Gōka 3-bon date!!!. L'incasso totale è di 670 milioni di yen circa.

## Altri adattamenti
Un adattamento in cartaceo del film è stato pubblicato da Kōdansha il 26 ottobre 2016 con ISBN 978-4-06-344660-9.